# Essertines-sur-Rolle
Essertines-sur-Rolle ist eine politische Gemeinde im Distrikt Nyon des Kantons Waadt in der Schweiz.

## Geographie
Essertines-sur-Rolle liegt auf 726 m ü. M., 14 km nordnordöstlich des Bezirkhauptortes Nyon (Luftlinie). Das Bauerndorf erstreckt sich auf dem leicht nach Osten abfallenden Hang des Plateaus oberhalb der Waadtländer Côte, am Jurasüdfuss, im Bereich des Dorfbachs Ruisseau des Chaux.
Die Fläche des 6,9 km² grossen Gemeindegebiets umfasst einen Abschnitt des Jurafussplateaus und der Waadtländer Côte. Der obere Gemeindeteil umfasst das gegen Osten geneigte Hochplateau, das von den Bächen Ruisseau des Chaux und Ruisseau des Rotières (bildet teilweise die Nordgrenze) zur Aubonne entwässert wird. Nach Westen erstreckt sich das Gebiet in den Wald Le Saugey, in dem mit 896 m ü. M. der höchste Punkt von Essertines-sur-Rolle erreicht wird. Die südliche Gemeindegrenze verläuft meist auf der Kante oberhalb des Steilabfalls der Côte (Les Bioles, 811 m ü. M.). In einem schmalen Zipfel reicht das Gemeindegebiet nach Süden bis an den Fuss der Waadtländer Côte und umfasst deren Steilhang zwischen den Bächen Le Flon im Westen und Ruisseau de Famolens im Osten. Von der Gemeindefläche entfielen 1997 7 % auf Siedlungen, 21 % auf Wald und Gehölze und 72 % auf Landwirtschaft.
Zu Essertines-sur-Rolle gehören die Weiler Châtel (739 m ü. M.), Bugnaux (599 m ü. M.) am Hang der Côte, Roussillon (492 m ü. M.) östlich des Flon bei Tartegnin und Creux du Mars (429 m ü. M.) am Fuss der Côte am Bach Flon sowie zahlreiche Einzelhöfe. Nachbargemeinden von Essertines-sur-Rolle sind Mont-sur-Rolle, Tartegnin, Gilly, Burtigny, Saint-Oyens, Gimel und Aubonne.

## Bevölkerung
Mit 761 Einwohnern (Stand 31. Dezember 2023) gehört Essertines-sur-Rolle zu den kleineren Gemeinden des Kantons Waadt. Von den Bewohnern sind 78,8 % französischsprachig, 8,3 % deutschsprachig und 5,7 % englischsprachig (Stand 2000). Die Bevölkerungszahl von Essertines-sur-Rolle belief sich 1850 auf 564 Einwohner, 1900 auf 453 Einwohner. Nachdem die Bevölkerung bis 1980 auf 296 Einwohner abgenommen hatte, setzte eine rasante Bevölkerungszunahme mit fast einer Verdoppelung der Einwohnerzahl innerhalb von 20 Jahren ein.

## Wirtschaft
Essertines-sur-Rolle war bis in die zweite Hälfte des 20. Jahrhunderts ein vorwiegend durch die Landwirtschaft geprägtes Dorf. Noch heute spielt die Landwirtschaft als Erwerbszweig der Bevölkerung eine wichtige Rolle. Sie konzentriert sich auf der Hochfläche auf Viehzucht, Milchwirtschaft und Ackerbau. Der Hang der Côte unterhalb des Weilers Bugnaux ist durchgehend von Reben bestanden. Weitere Arbeitsplätze sind im lokalen Kleingewerbe und vor allem im Dienstleistungssektor vorhanden. In den letzten Jahrzehnten hat sich das Dorf zu einer Wohngemeinde entwickelt. Viele Erwerbstätige arbeiten auswärts und pendeln teilweise bis in die Städte Lausanne und Genf.

## Verkehr
Die Gemeinde liegt abseits grösserer Durchgangsstrassen. Die Weiler wie auch Essertines-sur-Rolle können vom Autobahnanschluss Rolle an der 1964 eröffneten A1 (Genf-Lausanne) leicht erreicht werden. Durch einen Postautokurs, der von Rolle nach Gimel verkehrt, ist Essertines-sur-Rolle an das Netz des öffentlichen Verkehrs angebunden.

## Geschichte
Bei Bugnaux wurden Reste einer römischen Siedlung entdeckt. Die erste urkundliche Erwähnung des Ortes erfolgte 1152 unter dem Namen Essartinis, 1250 erschien die Bezeichnung Exertines. Der Ortsname ist auf exsartum, das Partizip des spätlateinischen Wortes exsarire (roden, urbar machen) zurückzuführen.
Essertines-sur-Rolle gehörte im Mittelalter zur Herrschaft Mont-le-Vieux, die im Besitz der Herren von Cossonay-Prangins war. 1293 kam die Herrschaft in den Besitz der Savoyer, 1366 in denjenigen der Viry. Um das Schloss Mont-le-Vieux, das sich auf einem Vorsprung oberhalb von Bugnaux befand, entwickelte sich ein kleiner Marktflecken, der 1179 erstmals genannt und 1475 zusammen mit dem Schloss von den Eidgenossen zerstört wurde. In der Folge wurde der Flecken verlassen, und die Bewohner siedelten sich zumeist in Bugnaux an.
Mit der Eroberung der Waadt durch Bern im Jahr 1536 kam Essertines-sur-Rolle unter die Verwaltung der Vogtei Morges, wobei die Gerichtsbarkeit von den Kastlaneien Rolle und Mont-le-Vieux ausgeübt wurden. 1784 fielen zahlreiche Häuser einer Feuersbrunst zum Opfer. Nach dem Zusammenbruch des Ancien Régime gehörte Essertines-sur-Rolle von 1798 bis 1803 während der Helvetik zum Kanton Léman, der anschliessend mit der Inkraftsetzung der Mediationsverfassung im Kanton Waadt aufging. 1798 wurde das Dorf dem Bezirk Aubonne zugeteilt, 1803 kam es an den Bezirk Rolle. Dem Bestreben der Bevölkerung von Bugnaux und Châtel in der ersten Hälfte des 19. Jahrhunderts, eine selbständige Gemeinde zu gründen, wurde nicht stattgegeben.

## Sehenswürdigkeiten
Die Pfarrkirche Saint-André war im 12. Jahrhundert ein Streitobjekt zwischen der Benediktinerabtei Ainay bei Lyon und ihrem Tochterkloster Saint-Jean in Genf. Die Kirche wurde auf den Fundamenten eines karolingischen Vorgängerbaus errichtet. Sie besitzt einen bedeutenden Chor und wurde seit dem Mittelalter mehrfach umgebaut. Im Ortskern befinden sich einige charakteristische Bauernhäuser aus dem 18. und 19. Jahrhundert. Vom ehemaligen Schloss Mont-le-Vieux sind nur noch Ruinen sichtbar.